# Campionato canadese di scacchi
Il Campionato canadese di scacchi (in inglese Canadian Chess Championship, in francese Championnat du Canada d'échecs) si disputa dal 1872 in Canada per determinare il campione nazionale di scacchi.
Il vincitore del campionato canadese assoluto accede alla Coppa del Mondo di scacchi, fase preliminare del Campionato del mondo di scacchi. È chiamato spesso "Canadian Closed Championship", per non confonderlo con il Campionato canadese open (Canadian Open Chess Championship), al quale possono partecipare giocatori di ogni paese.
Dal 1975 si disputa anche il campionato femminile.

## Albo dei vincitori

### Campionato assoluto
- L'asterisco indica un giocatore che ha vinto il torneo dopo uno spareggio.

- 1872 : torneo non completato
- 1873 : Albert Ensor
- 1874 : William Hicks
- 1875 : George Jackson
- 1876 : Edward Sanderson
- 1877 : Henry Howe
- 1878 : Jacob Ascher
- 1879 : Edwin Pope
- 1881 : Joseph Shaw
- 1882 : Edward Sanderson
- 1883 : Jacob Ascher, Henry Howe
- 1884 : Francois-Xavier Lambert
- 1886 : Nicholas MacLeod
- 1887 : George Barry *
- 1888 : Nicholas MacLeod *
- 1889 : Richard Fleming *
- 1890 : Robert Short
- 1891 : A. Thomas Davison
- 1892 : William Boultbee
- 1893 : James Narraway
- 1894 : A. Thomas Davison
- 1897 : James Narraway
- 1898 : James Narraway
- 1899 : Magnus Smith
- 1904 : Magnus Smith
- 1906 : Magnus Smith
- 1908 : Joseph Sawyer
- 1910 : John Morrison
- 1913 : John Morrison *
- 1920 : Sydney Gale *
- 1922 : John Morrison
- 1924 : John Morrison
- 1926 : John Morrison
- 1927 : Maurice Fox
- 1929 : Maurice Fox
- 1931 : Maurice Fox *
- 1932 : Maurice Fox
- 1933 : Robert Martin
- 1934 : John Belson
- 1935 : Maurice Fox
- 1936 : Boris Blumin
- 1937 : Boris Blumin
- 1938 : Maurice Fox
- 1940 : Maurice Fox

- 1941 : Daniel Yanofsky
- 1943 : Daniel Yanofsky
- 1945 : Daniel Yanofsky, Frank Yerhoff
- 1946 : John Belson
- 1947 : Daniel Yanofsky
- 1949 : Maurice Fox
- 1951 : Povilas Vaitonis
- 1953 : Frank Anderson, Daniel Yanofsky
- 1955 : Frank Anderson
- 1957 : Povilas Vaitonis
- 1959 : Daniel Yanofsky
- 1961 : Lionel Joyner
- 1963 : Daniel Yanofsky
- 1965 : Daniel Yanofsky
- 1969 : Duncan Suttles *
- 1972 : Peter Biyiasas
- 1975 : Peter Biyiasas
- 1978 : Jean Hebert
- 1981 : Igor V. Ivanov
- 1984 : Kevin Spraggett
- 1985 : Raymond Stone *
- 1986 : Igor V. Ivanov, Kevin Spraggett
- 1987 : Igor V. Ivanov
- 1989 : Kevin Spraggett
- 1991 : Lawrence Day
- 1992 : Alexandre Le Siège
- 1994 : Kevin Spraggett
- 1995 : Ron Livshits *
- 1996 : Kevin Spraggett
- 1999 : Alexandre Le Siège
- 2001 : Alexandre Le Siège *
- 2002 : Pascal Charbonneau *
- 2004 : Pascal Charbonneau *
- 2006 : Igor Zugic
- 2007 : Nikolay Noritsyn *
- 2009 : Jean Hebert
- 2011 : Bator Sambuev * [1]
- 2012 : Bator Sambuev
- 2015 : Tomas Krnan *
- 2017 : Bator Sambuev *
- 2019 : Evgeny Bareev
- 2022 : Yuanchen Zhang
- 2023 : Nikolay Noritsyn
- 2024 : Shiyam Thavandiran

### Campionato femminile
- 1975 : Smilja Vujosevic
- 1978 : Nava Starr
- 1981 : Nava Starr
- 1984 : Nava Starr
- 1986 : Nava Starr
- 1989 : Nava Starr
- 1991 : Nava Starr
- 1995 : Nava Starr
- 1996 : Johanne Charest
- 2001 : Nava Starr

- 2004 : Dinara Khaziyeva
- 2006 : Natalia Khoudgarian
- 2007 : Natalia Khoudgarian
- 2009 : Dina Kagramanov
- 2011 : Natalia Khoudgarian
- 2012 : Natalia Khoudgarian
- 2016 : Qiyu Zhou
- 2018 : Maili-Jade Ouellet
- 2022 : Maili-Jade Quellet
- 2024 : Maili-Jade Quellet